# Gelai Lumbwa
Gelai Lumbwa ist ein Verwaltungsbezirk (Ward) des Distrikts Longido in der tansanischen Region Arusha.

## Geografie
Gelai Lumbwa liegt im Norden von Tansania, etwa 110 Kilometer nordnordwestlich der Regionshauptstadt Arusha. Der Bezirk grenzt im Norden an Kenia, im Westen an den Natronsee, im Süden verläuft die Grenze über den Gelai. Die angrenzenden Bezirke sind im Osten Matale A, im Südosten Mundarara und im Süden Gelai Meirugoi.
Der Bezirk hat eine Fläche von 1028 Quadratkilometern. Bei der Volkszählung 2022 lebten hier 9932 Menschen in 2190 Haushalten.

## Gliederung
Gelai Lumbwa besteht aus vier Gemeinden (Mtaa) mit 14 Orten (Kitongoji):
| Lumbwa - Esokonnoi - Ndinyika - Engirirati - Irmanyara - Elesoti | Alaililai - Loomboori - Osinoni - Orkungúrangai | Ilchangitsapukin - Naarmanyara - Ilchangítsapukin - Naudo | Wosiwosi - Naipandi - Kipii - Loorbilin |

## Wirtschaft und Infrastruktur
- Landwirtschaft: Der Bezirk gehört zur Hochebene auf der Mais, Kartoffeln und Bohnen angebaut werden.[8] In Gelai Lumbwa befindet sich auch eine der acht Züchtergenossenschaften des Distrikts.[9]
- Gesundheit: in Lumbwa gibt es eine private Apotheke.[10]